# Jerónimo Arango
Jerónimo Julio Arango Arias, född 1927, död 4 april 2020, var en mexikansk företagsledare som var grundare till företagen Aurrerá och Cifra som idag är Walmart de México y Centroamérica. Han och hans två bröder Manuel Arango Arias och Plácido Arango Arias sålde 1997 51% av Cifra till den amerikanska detaljhandelskedjan Walmart för $1,2 miljarder. Tre år senare sålde de ytterligare 9% till amerikanarna.
Den amerikanska ekonomitidskriften Forbes rankade Arango till att vara världens 479:e rikaste med en förmögenhet på $4,4 miljarder för den 20 juni 2019.
Han studerade både konst och litteratur vid amerikanska lärosäten men valde hoppa av innan han hann avla någon examen i ämnena.